# Kingdonella afurcula
Kingdonella afurcula är en insektsart som beskrevs av Yin, X.-c. 1984. Kingdonella afurcula ingår i släktet Kingdonella och familjen gräshoppor. Inga underarter finns listade i Catalogue of Life.